# La Cage aux filles
Pour les articles homonymes, voir La Cage.
Pour plus de détails, voir Fiche technique et Distribution.
La Cage aux filles est un film français réalisé par Maurice Cloche en 1949.

## Synopsis
Micheline (Danielle Delorme) rate ses examens et part de Lyon avec Freddy, l'homme de sa vie, qui l'abandonne une fois à Paris. Elle est placée en maison de redressement, s'évade, rentre dans une bande de voleurs. Reprise, elle est incarcérée dans une prison où elle rencontre la confiance d'une éducatrice, Édith (Suzanne Flon). Plus tard, elle est transférée dans une nouvelle maison de redressement aux méthodes basées sur la confiance, où elle retrouve Édith. Après diverses péripéties, elle reviendra vers Édith, en attendant le jour où elle sera libérée.

## Fiche technique
- Réalisation : Maurice Cloche
- Assistant réalisateur : Maurice Delbez
- Scénario : Henri Danjou
- Dialogues : Yves Mirande et Maurice Cloche
- Décors : René Renoux
- Costumes : Mireille Leydet
- Photographie : Marcel Grignon
- Son : Jean Rieul
- Musique : Marceau van Hoorebecke
- Production : Maurice Cloche
- Société de production : Les Films Maurice Cloche
- Société de distribution : Omnium International du Film
- Format : Son mono - Noir et blanc - 35 mm  - 1,37:1
- Genre : Film dramatique
- Durée : 120 min
- Date de sortie : 
  - France - 11 janvier 1950

## Distribution
- Danièle Delorme : Micheline
- Suzanne Flon : Édith
- Louise Lagrange : la mère de Micheline
- Noël Roquevert : le beau-père de Micheline
- Jacky Flynt : Rita
- Marina de Berg : Colette
- Jacques Verrières : Loulou
- Michel Marsay : Freddy
- Lise Topart : Sarah
- Jacqueline Dor : Suzanne
- Hélène Rémy
- Gaby Tyra